# 549418 Andreifesenko
549418 Andreifesenko este o planetă minoră (asteroid) din Inner Main Belt⁠(d). A fost descoperită pe 23 septembrie 2009 la  de Timoer Valerievitsj Krjatsjko⁠(d). 
Obiectul prezintă o orbită caracterizată de o semiaxă mare de 1,9102736859854 UAi, o excentricitate de 0,077106083985494, o înclinație de 19,948024633099 ° în raport cu ecliptica.